# Garoto
Aníbal Augusto Sardinha, noto come Garoto (San Paolo, 28 giugno 1915 – Rio de Janeiro, 3 maggio 1955), è stato un chitarrista e compositore brasiliano.

## Biografia

### La formazione
Figlio della coppia immigrati portoghesi formata da Antônio Augusto Sardinha e Adosinda dos Anjos, assorbì la musica da piccolo poiché il padre suonava la chitarra classica e la chitarra portoghese. La formazione musicale continuò quando l'undicenne Aníbal Augusto, per contribuire alla gestione familiare, si impiegò in un negozio di strumenti musicali. Nello stesso anno il fratello Batista, cantante e violinista, gli regalò il primo vero strumento, un banjo, che gli procurò il nome d'arte di “Moleque de Banjo”. Nel 1927 entrò a far parte del Conjunto dos Sócios, capeggiato dall'altro fratello Inocêncio, e con questo gruppo fu protagonista di spettacoli in occasione di ricevimenti e feste. Due anni dopo ebbe l'opportunità di suonare assieme agli strumentisti Canhoto, Zezinho e Mota, con i quali avrebbe in seguito composto una formazione orchestrale.

### La carriera
Risalgono al 1929 le sue prime registrazioni assieme a Paraguassu, con cui effettuò i primi tour vicino a San Paolo. Nello stesso anno ebbe altre esperienze musicali: come membro del gruppo Chorões Sertanejos in alcune incisioni per la Parlophon, e in duo col chitarrista José Alves da Silva, in arte Aimoré. L'anno successivo, a fianco del chitarrista Serelepe incise Bichinho de queijo e Driblando. Negli anni trenta si esibì in spettacoli radiofonici suonando anche il cavaquinho e il bandolim. Nel resto del decennio effettuò tournée nel sud del Brasile e in Argentina, e fu nel cast del film satirico Fazendo Fitas. Proseguì inoltre nelle sue registrazioni in studio incidendo – spesso a fianco di Aimoré – proprie composizioni quali Dolente e Moreninha nel 1936, e Sobre o mar e Quinze de Julho di due anni dopo.
Alla fine del 1938 si trasferì da San Paolo a Rio de Janeiro, dove affiancò Laurindo Almeida e Carmen Miranda. Con quest’ultima e con il suo gruppo Bando da Lua nel novembre dell’anno seguente approdò negli Stati Uniti e venne chiamato a sostituire Ivo Astolfi, in procinto di abbandonare la formazione, guadagnandosi nel corso della tournée il titolo di “Uomo dalle dita d’oro”. Con la diva girò anche il film del 1940 Down Argentine Way (pubblicato in Brasile col titolo Serenada Tropical). Insieme ad Almeida formò il gruppo Cordas Quentes, con cui incise nel 1938 i motivi Dá-Me Tuas Mãos e Música Maestro por favor. Dopo l'esperienza statunitense, diede vita alla formazione denominata Garoto e Seus Garotos, insieme a Valdemar Reis, Poli e Almeida alla chitarra, e al percussionista Russo do Pandeiro.
Gli anni quaranta furono un decennio in cui l'artista brasiliano si concentrò nelle registrazioni realizzando decine di incisioni fra le quali ve ne furono diverse che riprendevano motivi di altri importanti autori. Allo stesso tempo il musicista iniziò una proficua collaborazione con Carolina Cardoso de Menezes – con cui registrò sei dischi – ed ebbe occasioni di incontro con altri musicisti, fra i quali Luiz Bonfá. Nel 1953, insieme a Romeu Seibel e Rafael Lemos Junior, entrò a far parte del Trio Surdina, considerato l’antesignano della bossa nova. L'anno successivo partecipò a un concorso indetto dalla Prefettura di San Paolo per celebrare il quarto centenario della città, e la sua composizione marziale São Paulo quatrocentão fu scelta dalla giuria della gara ed ebbe un rilevante riscontro di vendite. Nel 1955 Garoto progettava un tour europeo, ma un attacco cardiaco pose fine alla sua vita. In omaggio all'artista, la sua composizione Duas contas fu ripresa e interpretata nel 1957 da Sylvia Telles. Lo spettacolo Garoto e Suas Inseparáveis Cordas fu un tributo rivolto all'artista brasiliano. Nell'evento, che ebbe luogo nel 2010, vennero ripresi i suoi maggiori successi, da São Paulo quatrocentão a Gente humilde, da Vivo sonhando a Vamos acabar com o baile, da Enigma a Naqueles tempos, per citarne solo alcuni.

## Discografia
- 1930 - Bichinho-de-queijo/Driblando
- 1936 - Moreninha/Dolente
- 1937 - Sobre o Mar/Quinze de Julho
- 1939 - Dá-me Tuas Mãos/Música Maestro por Favor
- 1941 - Compromisso para As Dez/Ingratidão
- 1942 - Maria Helena/Amoroso
- 1942 - Abismo de Rosas/Quanto Dói uma Saudade
- 1943 - Un Peu d'Amour/Amoreuse
- 1943 - Tico-tico no fubá/Carinhoso
- 1943 - Amor-Cielito Lindo/Jalousie
- 1944 - Dor de um Coração/Os Patinadores
- 1944 - Rato Rato/Fala, Bandolim!
- 1946 - Ameno Resedá/Meu Cavaquinho
- 1946 - Sonhador/Celestial
- 1949 - Puxa-puxa/Caramelo
- 1949 - 1 x 0/Língua de Preto
- 1950 - Dinorá/Beira-mar
- 1950 - Arranca Toco/Desvairada
- 1951 - Errei, Sim/Famoso
- 1951 - Meu Coração/Triste Alegria
- 1951 - Abismo de Rosas/Tristeza de um Violão
- 1952 - Kalú/Melancolie
- 1952 - Vamos Acabar com o Baile/Paulistinha Dengosa
- 1952 - Um Baile em Catumbi/Sempre
- 1952 - Baião Caçula/Perigoso
- 1952 - Artigo do Dia/Guanabara
- 1953 - São Paulo Quatrocentão/Baião Rouxinol
- 1953 - Luzes da Ribalta/Le Lac de Come
- 1953 - Cuco/Chegou a Hora
- 1953 - Xaxadinho/Cavaquinho Boogie
- 1954 - O Sino da Capelinha/Polquinha Sapeca
- 1954 - Baile da Camacha/Corridinho 1951
- 1954 - Arucaiacom Joel de Almeida/Príncipe
- 1954 - Sob o Céu de Paris/Oh!
- 1954 - Baião Paulista/Romântico
- 1955 - Garoto Revive em Alta Fidelidade
- 1955 - Valsa do Adeus/Mazurka
- 1955 - A Abelha e a Borboleta/João Viola[6]